# Mehanizacija
Mehanizacija (prema grč. μηχανή: stroj) je zamjena ljudskog rada strojevima i uređajima radi ubrzanja, poboljšanja, povećanja i pojeftinjenja proizvodnje te olakšanja rada (na primjer mehanizacija industrije, mehanizacija ljevaonica). Mehanizacija su također i sami strojevi koji se pritom koriste (poljoprivredna mehanizacija, građevinska mehanizacija). Mehanizacija je osnovna pretpostavka za industrijsku proizvodnju, a provodi se i u poljoprivredi (poljoprivredni strojevi), šumarstvu (šumski strojevi), građevinarstvu (građevinski strojevi), rudarstvu (rudarski strojevi) i drugom. U današnje doba, mehanizacija zajedno s automatizacijom čini nedjeljivu cjelinu. Mehanizacija je posebno važna i u vojništvu, a obično se kao pojam veže uz mehanizirane postrojbe.

## Vanjske poveznice
- Poljoprivredna mehanizacija Hrvatska tehnička enciklopedija, portal hrvatske tehničke baštine. LZMK

- Šumski strojevi Hrvatska tehnička enciklopedija, portal hrvatske tehničke baštine. LZMK